# Västerås kommun
59°36′N 16°32′Ø / 59.600°N 16.533°Ø
Västerås kommune ligger i landskapet Västmanland i länet Västmanlands län i Sverige. Kommunen har grænser til nabokommunerne Hallstahammar, Surahammar og Sala i Västermanlands län. I øst har kommunen grænse til Enköpings kommun i Uppsala län og mod syd ved Kvicksund er der broforbindelse over Mälaren til Eskilstuna kommun i Södermanlands län. Kommunens administrationscenter ligger i byen Västerås. Kommunen var i 2011 Sveriges sjettestørste kommune efter folketal, og byen Västerås var placeret som Sveriges femtestørste by efter folketal.

## Byer
Västerås kommune har fjorten byer.
Indbyggere pr. 31. december 2005.
| #   | By                    | Indbyggere |
| --- | --------------------- | ---------- |
| 1.  | Västerås              | 107.005    |
| 2.  | Skultuna              | 3.249      |
| 3.  | Hökåsen               | 2.827      |
| 4.  | Irsta                 | 2.534      |
| 5.  | Tillberga             | 2.096      |
| 6.  | Enhagen-Ekbacken      | 984        |
| 7.  | Barkarö               | 963        |
| 8.  | Dingtuna              | 959        |
| 9.  | Kvicksund*            | 942        |
| 10. | Tidö-Lindö            | 575        |
| 11. | Tortuna               | 439        |
| 12. | Örtagården            | 303        |
| 13. | Munga                 | 240        |
| 14. | Kärsta och Bredsdal** | 234        |

- * Ligger delvis i Eskilstuna kommun
- **Ligger delvis i Enköpings kommun

## Venskabsbyer
Västerås har otte venskabsbyer:
- Lahtis,  Finland siden 1940'erne
- Randers,  Danmark siden 1947
- Ålesund,  Norge siden 1947
- Akureyri,  Island ; siden 1953
- Kassel,  Tyskland; siden 1972
- Banja Luka,  Bosnien og Hercegovina ; siden 1967
- České Budějovice,  Tjekkiet; siden 1964
- Phoenix, Arizona,  USA

## Eksterne kilder og henvisninger
1. ↑  "Västerås' vennskapsbyer". Arkiveret fra originalen 27. september 2007. Hentet 10. november 2012.

- ”Kommunarealer den 1. januar 2012” (Excel). Statistiska centralbyrån.
- ”Folkmängd i riket, län och kommuner 30 juni 2012”. Statistiska centralbyrån.

- Wikimedia Commons har flere filer relateret til Västerås kommun